# 絕對達令
《絕對達令》（日语：絶対彼氏）是日本漫畫家渡瀨悠宇的愛情漫畫作品。2003年至2004年間於《Sho-Comi》上連載，單行本全6卷。台灣中文版由長鴻出版社代理。

## 劇情內容
女主角是個愛在郵購上買豐胸器的女生，那天她急急忙忙的要去追她所喜歡的男生的公車，她跑到公車站跟他告白，沒想到對方被她嚇到還覺得她很怪，因為那時她手上拿著胸罩，她很難過，偶然下她撿到了一隻手機，手機的主人為了答謝她給她一張名片，那張名片是一個郵購的網站，但是買的卻是伴侶！女主角抱著半信半疑的定了個，沒想到真的寄來了一個超帥的男主角！說是他是她的男朋友！之後兩人之間發生了很多事…………

## 出版書籍
| 冊數 | 小學館         | 小學館             | 長鴻出版社     | 長鴻出版社           |
| 冊數 | 發售日期       | ISBN               | 發售日期       | EAN                  |
| ---- | -------------- | ------------------ | -------------- | -------------------- |
| 1    | 2003年10月25日 | ISBN 4-09-138461-7 | 2003年12月5日  | EAN 471-0765-18154-3 |
| 2    | 2004年1月26日  | ISBN 4-09-138462-5 | 2004年3月11日  | EAN 471-0765-18215-1 |
| 3    | 2004年4月26日  | ISBN 4-09-138463-3 | 2004年7月21日  | EAN 471-0765-18674-6 |
| 4    | 2004年7月26日  | ISBN 4-09-138464-1 | 2004年10月16日 | EAN 471-0765-18936-5 |
| 5    | 2004年10月26日 | ISBN 4-09-138465-X | 2005年1月20日  | EAN 471-0765-19166-5 |
| 6    | 2005年2月25日  | ISBN 4-09-138466-8 | 2005年4月20日  | EAN 471-0765-19439-0 |

| 冊數 | 小學館        | 小學館                 |
| 冊數 | 發售日期      | ISBN                   |
| ---- | ------------- | ---------------------- |
| 1    | 2008年3月15日 | ISBN 978-4-09-191748-5 |
| 2    | 2008年3月15日 | ISBN 978-4-09-191749-2 |
| 3    | 2008年4月15日 | ISBN 978-4-09-191750-8 |

## 廣播劇CD
《绝对彼氏 FIGURE DARLING》（由Marine ENTERTAINMENT於2004年8月25日、2008年11月27日发行）

### CAST
- ：小林沙苗
- ：鈴村健一
- ：櫻井孝宏
- ：置鮎龍太郎
- ：中田和宏
- 英美：浅川悠
- ：野島裕史
- ：渡边明乃

## 電視劇
- 日本

2008年拍攝「絶対彼氏日本版」（絶対彼氏～完全無欠の恋人ロボット～），由速水直道飾演天城奈特；相武紗季飾演井澤梨衣子；水嶋斐呂飾演淺元創志。；上野夏妃飾演伊籘美佳。
- 台灣

2012年拍攝「絕對達令台灣版」，由汪東城飾演萬奈特；具惠善飾演官筱菲；謝坤達飾演嚴宗史。；夏如芝飾演羅美佳。
- 韓國

2019年播出「絕對達令韓國版」，由呂珍九飾演零九；方珉雅飾演嚴多多；洪宗玄飾演馬王俊；洪西玲飾演黛安娜；崔盛元飾演南輔元。

## 外部連結
- 渡瀨悠宇官網 （页面存档备份，存于）